# Top Gear 2
Top Gear 2 (известная как Top Racer 2 в Японии) — продолжение первой части Top Gear, выпущенной в 1992 году. Релиз Top Gear 2 состоялся 1 января 1993 года для игровой приставки Super NES, 24 мая 1994 года для игровой приставки Sega Genesis/Mega Drive и в том же году для персонального компьютера Amiga. Игра разработана компанией Gremlin Interactive и анонсирована компаниями Kemco для Super NES и Vic Tokai для Genesis/Mega Drive.

## Геймплей
В новой версии игра становится более реалистичной, добавлен монитор повреждений автомобиля, сами автомобили стали медленнее и добавилась возможность их апгрейда. Также автомобили стали более сложны в управлении, а противники более быстрыми и хитрыми, чем в предыдущей версии игры. Введение погоды в игру также сыграло свою роль, теперь игрокам придется выбирать тип шин для более хорошего сцепления с дорогой во время дождя или засухи в пустыне.
В игре представлены 16 стран включающих в себя 64 города (которые соответственно включают в себя по одной трассе), начиная с Австралазии (Австралия и Новая Зеландия) и заканчивая в Южной Америке. После прохождения всех трасс каждой страны, игроку выдается пароль от учетной записи с сохраненной игрой, для её продолжения с места перерыва. Из-за соглашения Именных прав, Гиза Некрополис (в Египте) был переименован в Hugh Sitton (Хью Ситтон) фотографом из Corbis Corporation.
Сам геймплей довольно простой, есть карта с указаниями последующих поворотов на трассе, игрок имеет 6-кратную возможность использования «нитро-ускорителей» с начала гонки, для того чтобы увеличить скорость автомобиля за короткое время. На некоторых трассах имеются подбирательные пакеты «$» которые дают игроку при наезде на них $1,000, и «N» пакеты, которые добавляют игроку однократную возможность использования «нитро-ускорителей», также есть «S» пакеты, которые мгновенно увеличивают скорость при наезде на них как «нитро-ускорители», и могут быть использованы 1 раз на каждом круге трассы.
Игрок может выбрать автоматический или ручной тип КПП, а также может поменять управление в главном меню игры.

## Оценки и мнения
Журнал Nintendo Power дал версии игры для SNES оценку 3.55 из 5.